# Antoine Jean Marie Thévenard
Antoine Jean Marie Thevénard (Saint-Malo, 7 dicembre 1733 – Parigi, 9 febbraio 1815) fu un ammiraglio francese.
All'inizio della carriera navale prestò servizio nella Compagnie françaises des Indes orientales, entrando in seguito nella Marine royale. Nel corso del 1791 ricoprì brevemente l'incarico di Ministro della Marina. Durante la Rivoluzione francese fu elevato al rango di Viceammiraglio, e poi sotto il Consolato divenne Prefetto marittimo di Lorient, e quindi di Tolone.

## Biografia
Nato a Saint-Malo il 7 dicembre 1733, figlio di Antoine alto ufficiale della Compagnie françaises des Indes orientales, e di Jeanne Moinet. All'età di quattordici anni, nel 1747, si imbarcò come mozzo sul Neptune al comando di suo padre, scalando rapidamente la gerarchia tanto che ben presto venne promosso sottotenente.

### Al servizio della Compagnie françaises des Indes orientales
Nei primi anni di servizio, durante il periodo della Guerra di successione austriaca, partecipò a tre combattimenti contro gli inglesi in meno di sei mesi, segnalandosi per il suo coraggio. Al termine del conflitto rimase al servizio della Società, imparando il mestiere di marinaio ed acquisendo i galloni di ufficiale. Promosso al grado di tenente nel 1754 si imbarca sul le Cométe, appartenente alla squadra del conte du Chaffault, partecipando alla difesa della attività di pesca sulla costa settentrionale di Terranova distruggendo gli impianti degli esquimesi. Alla firma del trattato di pace diviene ingegnere navale.
Durante i suoi viaggi commerciali, tra il 1751 e il 1755, svolse lavori di rilevamento idrografico nelle acque di Terranova e del Labrador. Nel 1757 prese parte, a Saint-Malo e a Grenville, alla costruzione di quattro fregate e una flûte, di cui realizzò personalmente i piani di costruzione, probabilmente in collaborazione con l'ingegnere Groignard. La costruzione delle fregate venne considerata un grande successo, e sarà ancora lui a realizzare i piani realizzativi, supervisionandone la costruzione, delle prime due cannoniere guardiacoste della Marina reale francese. Le navi poste al suo comando furono impiegate nella protezione del traffico mercantile nel Canale della Manica, e per contrastare le attività dei corsari inglesi che avevano come base l'isola di Guernsey. Nel 1759 prese parte alla spedizione in Irlanda condotta dal pirata François Thurot, imbarcato sul le Maréchal de Belle Isle.
Dopo la firma della Pace di Parigi, nel 1764 diviene capitano di vascello della Compagnia, e nell'ottobre dello stesso anno assunse l'incarico di Capitano di Porto a Lorient. Nel 1767 è promosso Commodoro della flotta delle Indie Orientali, assumendo il primo comando di un East Indianer nel corso del 1768. Presta servizio nella Compagnia francese delle Indie Orientali fino all'aprile 1769.

### Nella Marine Royale
Reclamato al suo servizio dal Re in persona, entra nella Marine royale dapprima come Capitano del porto di Lorient (incarico ricoperto dall'aprile 1769), e poi come capitano di fregata nel 1770. Nel 1771 diviene membro dell'Académie de Marine, incaricato di effettuare i rilevamenti idrografici della rada di Brest. Nel 1773 è promosso capitano di vascello, diventando Cavaliere dell'Ordine di San Luigi nello stesso anno. A causa della precaria salute servirà a terra praticamente per il resto della sua carriera. Nell'agosto 1778 fu ammesso come membro nell'Accademia delle Scienze di Francia. Nel 1779 assunse il comando della base della Marina di Lorient, prendendo parte alla Guerra d'indipendenza americana. Promosso Brigadiere generale delle Armate navali nel 1782, viene elevato al rango di Chef d'escadre (vecchio grado della marina reale corrispondente a quello di contrammiraglio) nel 1783.
Il 17 maggio del 1791 sostituì il dimissionario Charles Pierre Claret de Fleurieu come Ministro della Marina sotto re Luigi XVI, ma si dimise anch'egli nel settembre dello stesso anno, caduto in disgrazia a causa delle sue opinioni politiche contro la Rivoluzione francese. Assunto l'incarico prese subito concrete iniziative: riformò la cassa degli invalidi (decreto del 29 giugno 1791), creò scuole di matematica e idrografia nei porti più importanti, per formare gli aspiranti allievi guardiamarina (Decreti del 21 e 30 luglio 1791), è istituì il concorso per il reclutamento degli Enseignes de vaisseau. Inoltre creò la lista degli ufficiali di marina, in applicazione della legge di riorganizzazione decisa dalla Assemblea Legislativa dopo lo scioglimento del Corpo degli ufficiali di marina del re. Questa lista fu da lui preparata durante il suo ministero, controfirmata da Luigi XVI, ma promulgata, però, da uno dei successori, François Antoine Bertrand Molleville. Essa comprendeva un elenco di tre ammiragli, 9 viceammiragli e 18 contrammiragli in servizio al 1º gennaio 1792. Alla metà dello stesso anno solamente cinque di essi erano ancora in servizio: tra gli ammiragli rimaneva solo Charles Henri d'Estaing, che presto sarà arrestato, egli era l'unico viceammiraglio, e rimanevano solo tre contrammiragli. Tutti gli altri erano o emigrati o avevano rassegnato le dimissioni.

### Il periodo rivoluzionario, il Consolato, l'Impero e la Restaurazione
Nel giugno 1792 venne elevato al rango di viceammiraglio, assumendo il comando del porto di Brest, ma fu arrestato nel corso dell'anno. Tuttavia, fatto assai raro per l'epoca, venne assolto dalle accuse e rilasciato dal Tribunale rivoluzionario. Di nuovo incarcerato all'inizio del 1794, verrà rilasciato solamente dopo il 9 Termidoro. Da quel momento, fino al 1810, fu soprannominato l'Ancêtre, rimanendo sempre in cima alla lista della Marina repubblicana come la più vecchio dei viceammiragli in servizio. Nel 1796 divenne comandante del porto di Rochefort, e poi, provvisoriamente in sostituzione di Jean Gaspard de Vence, di quello di Tolone nel 1798. Appena assunto l'incarico, iniziò ad ammodernare le attrezzature portuali, fortificando nel contempo la costa a sud della città.
Nell'ottobre 1799 presiedette la corte marziale contro il contrammiraglio Jean Baptiste Perrée, indetta per esaminare gli eventi dell'azione da lui condotta il 18 giugno 1799, in cui aveva perso le sue navi. Parimenti presiedette la corte marziale seguita alla cattura del vascello Guillaume Tell nel 1800. Rispettato come amministratore, benvoluto sia dagli ufficiali che dai marinai, divenne Prefetto marittimo di Lorient alla creazione dell'istituzione. Nel corso del 1801 fu trasferito a Tolone, dove assunse l'incarico di Prefetto marittimo, rimanendovi fino al 1815. Nel 1804 fu insignito del grado di Grande Ufficiale della Legion d'Onore. 
Nel 1806 presiedette la corte d'inchiesta sulla condotta tenuta dal contrammiraglio Pierre Dumanoir le Pelley durante la battaglia di Trafalgar. Nel 1809 condusse l'inchiesta ufficiale sulla capitolazione di Flessingue.
Il 5 febbraio 1810 ricevette dall'Imperatore il titolo nobiliare di Conte dell'Impero, diventando nel contempo membro del Senato conservateur. In tale veste votò a favore della caduta di Napoleone I nel 1814, che gli valse la nomina alla Camera dei Pari istituita da Luigi XVIII dopo la restaurazione borbonica avvenuta nel corso dell'anno. Il 27 dicembre 1814 fu promosso Commendatore dell'Ordine di San Luigi. Thévenard si spense il 9 febbraio 1815, poco prima del ritorno di Napoleone Bonaparte, venendo sepolto nel Pantheon. Fu autore delle Mémoires relatifs à la marine, un lavoro letterario in quattro volumi, diventato un classico del suo genere. Suo figlio, il capitano di vascello Antoine René Thévenard, comandante del vascello da 74 cannoni l'Aquilon, morì valorosamente durante la battaglia di Aboukir.

## Opere
- Rapports à l'Académie de Marine[4]
- Services militaires des officiers de l'ancienne Compagnie des Indes[4]
- Sur une École de marine à Lorient[4]
- Sur le Commerce des Indes-Orientales[4]
- Calculs pour tirer un vaisseau à terre[4]
- Comparaison des courbes de fer à celles de bois[4]
- Observations sur l'ordonnance de la marine du 27 Septembre 1776[4]
- Projet de guerre contre les Anglais[4]
- Mesurer avec précision la profondeur de la mer en sondant[4]
- Nouvelle édition du Neptune oriental[4]
- Sur l'établissement d'un port de secours à Pontrieux[4]
- Expérience sur l'air dans les vaisseaux désarmés[4]
- Essai sur les phares[4]
- Observations météorologiques[4]
- Sur le doublage en cuivre des vaisseaux, les toiles à voiles, la circulation du sang, la pêche à la sardine, la conservation des gens de mer, le commerce entre la France et les États-Unis[4]
- Sur l'Île de la Trinité[4]
- Sur l'enduit nommé galgale[4]
- Sur le magnétisme animal[4]
- Sur les Volcans, l'Artillerie, la Mécanique, la Lumière, le Nivellement de la Mer Rouge, la Résistance des Fluides, le Passage du raz de Sein ou de Fontenay[4]
- Memoires relatifs à la Marine[6] (in quattro volumi)